# 荒木知佳
荒木 知佳（あらき ちか、1995年7月18日 - ）は、日本の女優。

## 経歴
北海道滝川市出身。北海道滝川高等学校を経て、2018年多摩美術大学美術学部演劇舞踊デザイン学科演劇舞踊コース卒業。 大学では野田秀樹師事のもと舞台演劇を学び、 勅使川原三郎師事のもと舞踊を学ぶ。
2021年、マルセイユ国際映画祭（FID）にて杉田協士監督の『春原さんのうた』で俳優賞を獲得。同作はもともと地元滝川市でロケを行う予定だったが、コロナウイルス感染症の流行により東京での撮影となった。

## 出演

### 映画
- 「春原さんのうた」（2022年1月8日）
- 「彼方のうた」（2024年1月5日）[4]
- 「走れない人の走り方」（2024年4月26日）[5]
- 「素敵すぎて素敵すぎて素敵すぎる」（2025年9月27日公開予定）[6][7]
- 「道草キッチン」（2025年秋公開予定）[8]

### 舞台
- 毛皮族「Gardenでは目を閉じて」（2021年11月20日 - 28日）
- ジャンル・クロスII「導かれるように間違う」（2022年7月10日 - 18日）
- 小野彩加 中澤陽 スペースノットブランク「光の中のアリス」（2024年11月1日 - 10日）[9]

### MV
- 本日休演「天使の沈黙」（2021年2月11日）